# Nelsan Ellis
Nelsan Ellis (Harvey, 30 novembre 1977 – Los Angeles, 8 luglio 2017) è stato un attore statunitense, noto principalmente per il ruolo di Lafayette Reynolds nella serie televisiva True Blood.

## Biografia
Nato nell'Illinois, dopo il divorzio dei genitori si trasferisce con la madre in Alabama, dove rimane fino ai 14 anni; in seguito torna nell'Illinois, dove studia presso la Thornridge High School. Si trasferisce quindi a New York, dove studia recitazione alla prestigiosa Juilliard School, e in quegli stessi anni scrive una commedia teatrale semi-autobiografica intitolata Ugly, messa in scena nella scuola e vincitrice di un Lincoln Center's Martin E. Segal Award.
Debutta nel 2005 nel film televisivo Franklin D. Roosevelt. Un uomo, un presidente e nello stesso anno fa parte del cast della serie televisiva The Inside, che però viene cancellata dopo soli tredici episodi. Dopo aver partecipato come guest star in Veronica Mars e Senza traccia, recita al fianco di Dennis Quaid nel film sportivo del 2008 The Express.
A partire proprio dal 2008 interpreta il ruolo che gli darà fama mondiale, quello del cuoco omosessuale Lafayette Reynolds nella serie HBO True Blood, per il quale vince un Satellite Award come miglior attore non protagonista. Nel 2009 ottiene una parte ne Il solista di Joe Wright, mentre nel 2010 debutta come regista con il cortometraggio Page 36.
L'8 luglio 2017, a trentanove anni, muore a causa della sua dipendenza da alcool e droghe.

## Filmografia

### Cinema

#### Attore
- Lost, regia di Samah Tokmachi - cortometraggio (2002)
- Trespass regia di Xandy Smith - cortometraggio (2005)
- The Express, regia di Gary Fleder (2008)
- Talent regia di J. David Shanks - cortometraggio (2009)
- Il solista (The Soloist), regia di Joe Wright (2009)
- Un anno da ricordare (Secretariat), regia di Randall Wallace (2010)
- The Help, regia di Tate Taylor (2011)
- Il fondamentalista riluttante (The Reluctant Fundamentalist), regia di Mira Nair (2012)
- The Butler - Un maggiordomo alla Casa Bianca (The Butler), regia di Lee Daniels (2013)
- Get on Up - La storia di James Brown (Get on Up), regia di Tate Taylor (2014)
- Effetto Lucifero (The Stanford Prison Experiment), regia di Kyle Patrick Alvarez (2015)
- Little Boxes, regia di Rob Meyer (2016)
- True to the Game, regia di Preston A. Whitmore II (2017)

#### Regista
- Page 36 - cortometraggio (2010)

### Televisione
- Franklin D. Roosevelt. Un uomo, un presidente (Warm Springs), regia di Joseph Sargent  – film TV (2005)
- The Inside  – serie TV, 13 episodi (2005)
- Gossip Girl  – serie TV, episodio 1x07 (2007)
- Veronica Mars  – serie TV, episodio 3x18 (2007)
- Senza traccia  – serie TV, episodio 6x01 (2007)
- A Drop of True Blood  – serie TV, episodio 1x03 (2010)
- True Blood  – serie TV, 80 episodi (2008-2014)
- Elementary – serie TV, 11 episodi (2016-2017)

## Doppiatori Italiani
Nelle versioni in italiano dei suoi film, Nelsan Ellis è stato doppiato da:
- Nanni Baldini in The Inside, True Blood, Il fondamentalista riluttante, Un anno da ricordare
- Francesco Bulckaen in The Butler - Un maggiordomo alla Casa Bianca
- Simone D'Andrea in Get On Up - La storia di James Brown
- Andrea Mete in The Express
- Gianluca Tusco in Il solista
- Fabrizio Vidale in Elementary